# Philipsthal

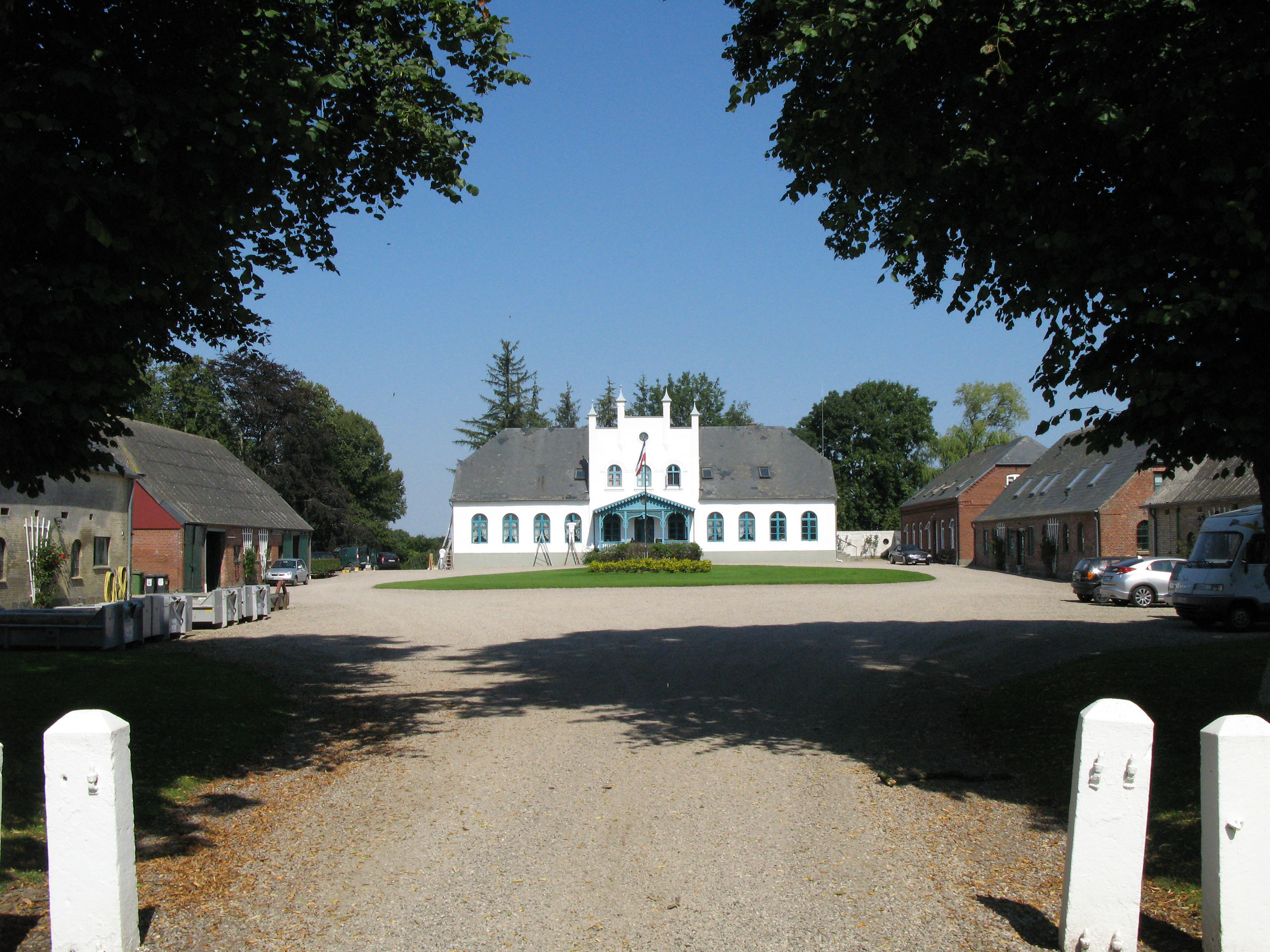
Philipsthal im Jahr 2015

Philipsthal (teilweise auch Philippsthal geschrieben, dänisch: Filipsdal oder auch Philipsdal) ist eine ehemalige Burganlage in der Gemeinde Steinbergkirche in Schleswig-Holstein, die heute als Bauernhof und Recyclinghof dient. Sie gehört zu den Kulturdenkmalen der Gemeinde.

## Geschichte
1618 kaufte Herzog Hans der Jüngere das ungefähr vier Kilometer entfernte adlige Gut Nübel (Lage), mit dem er auch ein zugehöriges Gebiet erwarb, das als „Wildnis am Strande“ umschrieben wurde. Zu dem mit dem Gut Nübel erworbenen Gebiet gehörte wohl auch Pinniksand, wie die Gegend von Philipsthal ursprünglich hieß. In der erworbenen Gegend am Eingang zur Außenförde wollte der Glücksburger Herzog einen Konkurrenzhafen und Konkurrenzhandelsplatz zu Flensburg errichten. Auf der gegenüberliegenden Fördeseite hatte der Herzog ebenfalls Besitzungen, die sich als nützlich für das Vorhaben hätten erweisen können. Am nahgelegen Ostseeufer siedelte er einige Arbeiter an, die den Hafen bauen sollten, womit das benachbarte Neukirchen entstand. Nachdem der Herzog 1622 verstorben war, verfolgten seine Erben die Pläne aber offensichtlich nicht weiter.
1712 errichtete der Glücksburger Herzog Ernst Phillipp an Stelle zweier niedergelegter Bohlstellen Pinniksands den Meierhof Philipsthal. Ein benachbartes westlich gelegenes Dorf namens Kastrup war schon im 17. Jahrhundert aufgelöst worden. Anschließend war dort in fast zwei Kilometern Entfernung der benachbarte Meierhof Friedrichstal eingerichtet worden, der ebenfalls zum Gut Nübel gehörte. Philipsthal diente später als eine Erbpachtstelle des Gutes Nübel. Es wurde im Gegensatz zum benachbarten Friedrichstal nicht am Ende des 18. Jahrhunderts parzelliert.
Mitte des 19. Jahrhunderts wurden die Schlossgräben vom Hof Philipsthal teilweise zugeschüttet. In dieser Zeit erhielt der Hof offenbar seine heutige Gestalt. Um den rechteckigen Hofraum wurden mehrere Ziegelbauten gruppiert, sodass ein Dreiseithof entstand. Im Scheitel des Hofes wurde 1856 ein neugotisches Gutshaus für Wohnzwecke errichtet. Zum weiteren Gebäudebestand des Hofes gehören: seitlich das Abnahme- oder Verwalterhaus, ein Wohngebäude mit Wirtschaftsteil sowie zur Straße hin eine östliche und eine westliche Gelbsteinscheune. Westlich und östlich des Hofes blieben breite Schlossgrabenreste erhalten. Erhalten blieb im Übrigen aber nicht das benachbarte Großsteingrab Philippstal in 300 Meter Entfernung sowie weitere ähnliche alte Gräber im Philipsthaler Gebiet. In den 1920er Jahren gehörte zum Hof eine Landfläche von 116 ha. Philipsthal gehörte ursprünglich zur Landgemeinde Roikier. 1970 wurde Philipsthal, wie die anderen Bestandteile von Roiker, Teil der Gemeinde Quern. 2013 wurde schließlich die selbständige Gemeinde Quern in die Gemeinde Steinbergkirche eingegliedert.